# Anopheles apicimacula
Anopheles apicimacula är en tvåvingeart som beskrevs av Dyar och Frederick Knab 1906. Anopheles apicimacula ingår i släktet Anopheles och familjen stickmyggor. Inga underarter finns listade i Catalogue of Life.